# Prince George (Columbia Británica)
Prince George, con una población de 72.000 habitantes, es la ciudad más grande del norte de Columbia Británica, Canadá. Es el centro de servicios y suministro para una de las regiones de más rápido crecimiento del país y desempeña un papel importante en la economía y la cultura de la provincia.

## Historia
Los orígenes de Prince George se remontan a 1807, cuando fue fundado por Simon Fraser y nombrado en honor a Jorge III del Reino Unido. El mensaje se centra en la centenaria patria del Lheidli T'enneh Naciones Originarias de Canadá, cuyo nombre significa "gente de la confluencia de los dos ríos".
En 1964, la primera fábrica de celulosa, Prince George Pulp and Paper fue construida, seguida por dos más en 1966, Northwood Pulp y Intercontinental Pulp. En 1981, Prince George era la segunda ciudad más grande de la Columbia Británica, con una población de 67.500, superando por poco a Victoria (Columbia Británica) del honor, cuya población era entonces de 64.000.

## Geografía
Prince George se encuentra cerca de la transición entre las zonas norte y sur de las Montañas Rocosas.

### Clima
La zona tiene un clima continental húmedo, pero con inviernos más suaves de lo que la latitud y la altitud pueden sugerir: la media de enero es de -9,6 °C, y hay un promedio de 38 días entre diciembre y febrero, donde el alto alcanza o supera la congelación. Los meses de invierno en el que las masas de aire del Pacífico dominan, pueden descongelar, en la mayoría de los días, ya que en enero de 2006, cuando la temperatura media máxima diaria fue de 1.5 °C. Por otro lado, las masas de aire árticas pueden resolver sobre la ciudad durante semanas a la vez, en un caso excepcional como enero de 1950, la temperatura puede estar bien por debajo de cero durante todo un mes. Los días de verano son cálidos, la máxima julio de 22,1 °C, pero los mínimos son a menudo fríos, con bajas mensuales promedio por debajo de 10 °C. La transición entre el invierno y el verano, sin embargo, son cortas. Hay algunas precipitaciones durante todo el año, pero febrero y abril es la época más seca. Promedio 216 centímetros de nieve cada año.
| Parámetros climáticos promedio de Prince George - Sewage Treatment Plant (1981–2010) | Parámetros climáticos promedio de Prince George - Sewage Treatment Plant (1981–2010) | Parámetros climáticos promedio de Prince George - Sewage Treatment Plant (1981–2010) | Parámetros climáticos promedio de Prince George - Sewage Treatment Plant (1981–2010) | Parámetros climáticos promedio de Prince George - Sewage Treatment Plant (1981–2010) | Parámetros climáticos promedio de Prince George - Sewage Treatment Plant (1981–2010) | Parámetros climáticos promedio de Prince George - Sewage Treatment Plant (1981–2010) | Parámetros climáticos promedio de Prince George - Sewage Treatment Plant (1981–2010) | Parámetros climáticos promedio de Prince George - Sewage Treatment Plant (1981–2010) | Parámetros climáticos promedio de Prince George - Sewage Treatment Plant (1981–2010) | Parámetros climáticos promedio de Prince George - Sewage Treatment Plant (1981–2010) | Parámetros climáticos promedio de Prince George - Sewage Treatment Plant (1981–2010) | Parámetros climáticos promedio de Prince George - Sewage Treatment Plant (1981–2010) | Parámetros climáticos promedio de Prince George - Sewage Treatment Plant (1981–2010) |
| Mes                                                                                  | Ene.                                                                                 | Feb.                                                                                 | Mar.                                                                                 | Abr.                                                                                 | May.                                                                                 | Jun.                                                                                 | Jul.                                                                                 | Ago.                                                                                 | Sep.                                                                                 | Oct.                                                                                 | Nov.                                                                                 | Dic.                                                                                 | Anual                                                                                |
| ------------------------------------------------------------------------------------ | ------------------------------------------------------------------------------------ | ------------------------------------------------------------------------------------ | ------------------------------------------------------------------------------------ | ------------------------------------------------------------------------------------ | ------------------------------------------------------------------------------------ | ------------------------------------------------------------------------------------ | ------------------------------------------------------------------------------------ | ------------------------------------------------------------------------------------ | ------------------------------------------------------------------------------------ | ------------------------------------------------------------------------------------ | ------------------------------------------------------------------------------------ | ------------------------------------------------------------------------------------ | ------------------------------------------------------------------------------------ |
| Temp. máx. abs. (°C)                                                                 | 14.5                                                                                 | 14.4                                                                                 | 21.5                                                                                 | 31.7                                                                                 | 37.5                                                                                 | 39.0                                                                                 | 38.9                                                                                 | 35.6                                                                                 | 33.3                                                                                 | 28.9                                                                                 | 20.0                                                                                 | 12.8                                                                                 | 39.0                                                                                 |
| Temp. máx. media (°C)                                                                | -2.9                                                                                 | 0.8                                                                                  | 6.3                                                                                  | 12.3                                                                                 | 17.6                                                                                 | 20.9                                                                                 | 23.1                                                                                 | 22.7                                                                                 | 17.3                                                                                 | 10.0                                                                                 | 1.8                                                                                  | -2.3                                                                                 | 10.6                                                                                 |
| Temp. media (°C)                                                                     | -6.7                                                                                 | -3.7                                                                                 | 0.8                                                                                  | 5.9                                                                                  | 10.9                                                                                 | 14.6                                                                                 | 16.6                                                                                 | 16.0                                                                                 | 11.2                                                                                 | 5.4                                                                                  | -1.5                                                                                 | -5.8                                                                                 | 5.3                                                                                  |
| Temp. mín. media (°C)                                                                | -10.5                                                                                | -8.1                                                                                 | -4.8                                                                                 | -0.5                                                                                 | 4.2                                                                                  | 8.2                                                                                  | 10.0                                                                                 | 9.1                                                                                  | 5.0                                                                                  | 0.7                                                                                  | -4.8                                                                                 | -9.3                                                                                 | -0.1                                                                                 |
| Temp. mín. abs. (°C)                                                                 | -49.4                                                                                | -46.7                                                                                | -37.2                                                                                | -25.0                                                                                | -11.1                                                                                | -4.4                                                                                 | -1.7                                                                                 | -1.7                                                                                 | -14.4                                                                                | -25.5                                                                                | -36.0                                                                                | -48.9                                                                                | -49.4                                                                                |
| Precipitación total (mm)                                                             | 54.4                                                                                 | 29.0                                                                                 | 27.4                                                                                 | 32.8                                                                                 | 42.4                                                                                 | 61.3                                                                                 | 58.9                                                                                 | 45.9                                                                                 | 53.7                                                                                 | 60.5                                                                                 | 47.7                                                                                 | 44.1                                                                                 | 558.1                                                                                |
| Lluvias (mm)                                                                         | 11.6                                                                                 | 8.6                                                                                  | 15.6                                                                                 | 30.3                                                                                 | 42.2                                                                                 | 61.3                                                                                 | 58.9                                                                                 | 45.9                                                                                 | 53.6                                                                                 | 56.0                                                                                 | 24.8                                                                                 | 7.3                                                                                  | 416.1                                                                                |
| Nevadas (cm)                                                                         | 42.7                                                                                 | 20.5                                                                                 | 11.8                                                                                 | 2.5                                                                                  | 0.3                                                                                  | 0.0                                                                                  | 0.0                                                                                  | 0.0                                                                                  | 0.1                                                                                  | 4.5                                                                                  | 22.8                                                                                 | 36.9                                                                                 | 142.0                                                                                |
| Días de precipitaciones (≥ 0.2 mm)                                                   | 14.5                                                                                 | 10.4                                                                                 | 10.7                                                                                 | 10.9                                                                                 | 12.9                                                                                 | 15.3                                                                                 | 13.9                                                                                 | 12.1                                                                                 | 13.2                                                                                 | 15.5                                                                                 | 14.2                                                                                 | 12.5                                                                                 | 156.0                                                                                |
| Días de lluvias (≥ 0.2 mm)                                                           | 3.9                                                                                  | 4.2                                                                                  | 7.2                                                                                  | 10.2                                                                                 | 12.8                                                                                 | 15.3                                                                                 | 13.9                                                                                 | 12.1                                                                                 | 13.2                                                                                 | 14.7                                                                                 | 7.7                                                                                  | 3.4                                                                                  | 118.4                                                                                |
| Días de nevadas (≥ 0.2 cm)                                                           | 11.8                                                                                 | 6.9                                                                                  | 5.0                                                                                  | 1.5                                                                                  | 0.31                                                                                 | 0.0                                                                                  | 0.0                                                                                  | 0.0                                                                                  | 0.08                                                                                 | 1.7                                                                                  | 8.2                                                                                  | 10.1                                                                                 | 45.4                                                                                 |
| Fuente: Environment Canada                                                           |                                                                                      |                                                                                      |                                                                                      |                                                                                      |                                                                                      |                                                                                      |                                                                                      |                                                                                      |                                                                                      |                                                                                      |                                                                                      |                                                                                      |                                                                                      |

| Parámetros climáticos promedio de Aeropuerto de Prince George (1981–2010) | Parámetros climáticos promedio de Aeropuerto de Prince George (1981–2010) | Parámetros climáticos promedio de Aeropuerto de Prince George (1981–2010) | Parámetros climáticos promedio de Aeropuerto de Prince George (1981–2010) | Parámetros climáticos promedio de Aeropuerto de Prince George (1981–2010) | Parámetros climáticos promedio de Aeropuerto de Prince George (1981–2010) | Parámetros climáticos promedio de Aeropuerto de Prince George (1981–2010) | Parámetros climáticos promedio de Aeropuerto de Prince George (1981–2010) | Parámetros climáticos promedio de Aeropuerto de Prince George (1981–2010) | Parámetros climáticos promedio de Aeropuerto de Prince George (1981–2010) | Parámetros climáticos promedio de Aeropuerto de Prince George (1981–2010) | Parámetros climáticos promedio de Aeropuerto de Prince George (1981–2010) | Parámetros climáticos promedio de Aeropuerto de Prince George (1981–2010) | Parámetros climáticos promedio de Aeropuerto de Prince George (1981–2010) |
| Mes                                                                       | Ene.                                                                      | Feb.                                                                      | Mar.                                                                      | Abr.                                                                      | May.                                                                      | Jun.                                                                      | Jul.                                                                      | Ago.                                                                      | Sep.                                                                      | Oct.                                                                      | Nov.                                                                      | Dic.                                                                      | Anual                                                                     |
| ------------------------------------------------------------------------- | ------------------------------------------------------------------------- | ------------------------------------------------------------------------- | ------------------------------------------------------------------------- | ------------------------------------------------------------------------- | ------------------------------------------------------------------------- | ------------------------------------------------------------------------- | ------------------------------------------------------------------------- | ------------------------------------------------------------------------- | ------------------------------------------------------------------------- | ------------------------------------------------------------------------- | ------------------------------------------------------------------------- | ------------------------------------------------------------------------- | ------------------------------------------------------------------------- |
| Temp. máx. abs. (°C)                                                      | 12.8                                                                      | 12.8                                                                      | 19.9                                                                      | 29.7                                                                      | 36.0                                                                      | 38.4                                                                      | 35.6                                                                      | 33.4                                                                      | 31.4                                                                      | 25.2                                                                      | 18.8                                                                      | 11.7                                                                      | 38.4                                                                      |
| Temp. máx. media (°C)                                                     | -4.0                                                                      | -0.4                                                                      | 5.2                                                                       | 11.2                                                                      | 16.7                                                                      | 20.2                                                                      | 22.4                                                                      | 22.0                                                                      | 16.7                                                                      | 9.4                                                                       | 1.0                                                                       | -3.5                                                                      | 9.7                                                                       |
| Temp. media (°C)                                                          | -7.9                                                                      | -5.0                                                                      | -0.2                                                                      | 5.0                                                                       | 10.1                                                                      | 13.8                                                                      | 15.8                                                                      | 15.0                                                                      | 10.4                                                                      | 4.5                                                                       | -2.5                                                                      | -7.2                                                                      | 4.3                                                                       |
| Temp. mín. media (°C)                                                     | -11.7                                                                     | -9.6                                                                      | -5.6                                                                      | -1.1                                                                      | 3.4                                                                       | 7.3                                                                       | 9.1                                                                       | 8.0                                                                       | 4.0                                                                       | -0.5                                                                      | -5.9                                                                      | -10.9                                                                     | -1.1                                                                      |
| Temp. mín. abs. (°C)                                                      | -50.0                                                                     | -45.0                                                                     | -37.8                                                                     | -25.6                                                                     | -8.3                                                                      | -2.8                                                                      | -1.7                                                                      | -3.9                                                                      | -12.2                                                                     | -26.5                                                                     | -41.7                                                                     | -45.6                                                                     | -50.0                                                                     |
| Precipitación total (mm)                                                  | 52.9                                                                      | 29.5                                                                      | 29.7                                                                      | 36.0                                                                      | 49.0                                                                      | 65.3                                                                      | 62.1                                                                      | 51.5                                                                      | 56.3                                                                      | 63.3                                                                      | 55.3                                                                      | 43.9                                                                      | 594.9                                                                     |
| Lluvias (mm)                                                              | 8.1                                                                       | 6.7                                                                       | 12.0                                                                      | 28.9                                                                      | 47.2                                                                      | 65.3                                                                      | 62.1                                                                      | 51.5                                                                      | 55.9                                                                      | 56.5                                                                      | 23.9                                                                      | 5.6                                                                       | 423.6                                                                     |
| Nevadas (cm)                                                              | 54.6                                                                      | 28.1                                                                      | 20.8                                                                      | 7.4                                                                       | 1.9                                                                       | 0.0                                                                       | 0.0                                                                       | 0.0                                                                       | 0.3                                                                       | 7.9                                                                       | 36.2                                                                      | 47.7                                                                      | 205.1                                                                     |
| Días de precipitaciones (≥ 0.2 mm)                                        | 15.2                                                                      | 11.7                                                                      | 11.3                                                                      | 10.3                                                                      | 13.5                                                                      | 15.2                                                                      | 14.3                                                                      | 13.1                                                                      | 12.6                                                                      | 15.8                                                                      | 15.6                                                                      | 14.3                                                                      | 162.9                                                                     |
| Días de lluvias (≥ 0.2 mm)                                                | 3.2                                                                       | 3.6                                                                       | 5.7                                                                       | 8.6                                                                       | 13.1                                                                      | 15.2                                                                      | 14.3                                                                      | 13.1                                                                      | 12.6                                                                      | 14.6                                                                      | 7.0                                                                       | 2.6                                                                       | 113.5                                                                     |
| Días de nevadas (≥ 0.2 cm)                                                | 14.0                                                                      | 9.9                                                                       | 7.9                                                                       | 3.3                                                                       | 1.0                                                                       | 0.0                                                                       | 0.0                                                                       | 0.0                                                                       | 0.2                                                                       | 2.6                                                                       | 11.3                                                                      | 13.3                                                                      | 63.4                                                                      |
| Horas de sol                                                              | 49.0                                                                      | 84.0                                                                      | 153.5                                                                     | 204.6                                                                     | 247.5                                                                     | 251.0                                                                     | 286.2                                                                     | 261.8                                                                     | 177.7                                                                     | 108.0                                                                     | 51.2                                                                      | 43.6                                                                      | 1918.1                                                                    |
| Humedad relativa (%)                                                      | 77.4                                                                      | 66.2                                                                      | 52.1                                                                      | 42.4                                                                      | 41.2                                                                      | 45.7                                                                      | 46.8                                                                      | 46.5                                                                      | 51.5                                                                      | 61.5                                                                      | 76.8                                                                      | 78.9                                                                      | 57.3                                                                      |
| Fuente: Environment Canada                                                |                                                                           |                                                                           |                                                                           |                                                                           |                                                                           |                                                                           |                                                                           |                                                                           |                                                                           |                                                                           |                                                                           |                                                                           |                                                                           |

## Biodiversidad
Hay muchas especies de árboles nativos de la zona. Los árboles más comercialmente significativos son: abeto, pino y abeto.
Frutos comestibles silvestres locales incluyen arándanos azules y Arándanos rojos, fresas, y grosellas. Las setas también son nativos de esta zona.
Fauna salvaje incluyen: alces, caribú, ciervos, oso, puma, castor, ganso, pato, salmón y trucha.

## Economía
La silvicultura ha dominado la economía local, incluyendo la fabricación de madera contrachapada, con numerosos aserraderos y tres plantas de celulosa como los principales empleadores. La salud y la educación también son extremadamente importantes incluyendo una universidad (UNBC), un colegio (CNC), y el hospital regional (UHNBC). Exploración y desarrollo minero puede llegar a ser un futuro más significativo para Prince George. Otras industrias incluyen plantas químicas, una refinería de petróleo, fábricas de cerveza, productos lácteos, talleres mecánicos, construcción de barcos de aluminio, construcción de casa de madera y otras manufacturas. Prince George es también un importante centro de transporte, el comercio, y el centro de servicio del gobierno regional. Varias grandes minoristas se están expandiendo en el mercado de Prince George, una tendencia que se espera que persista en el futuro.

## Deportes
El deporte más popular en la región es el hockey sobre hielo.

## Actividades recreativas
Los ciudadanos disfrutan de esquí en la nieve, la caza, y la pesca.